# Societat protoindoeuropea
La societat protoindoeuropea és el conjunt d'institucions, costums, creences i formes d'organització social dels protoindoeuropeus, un conjunt de gents de l'edat del bronze de cap al quart mil·lenni ae, que parlaven llengües indoeuropees.
A causa de la inexistència de fonts escrites, les característiques de la societat indoeuropea són una reconstrucció raonable basada tant en l'anàlisi de les modernes societats indoeuropees com d'evidència arqueològica i lingüística. La societat protoindoeuropea hauria estat preeminentment patriarcal, i possiblement seminòmada, i la ramaderia en seria una de les activitats econòmiques més importants.

## Estructura social

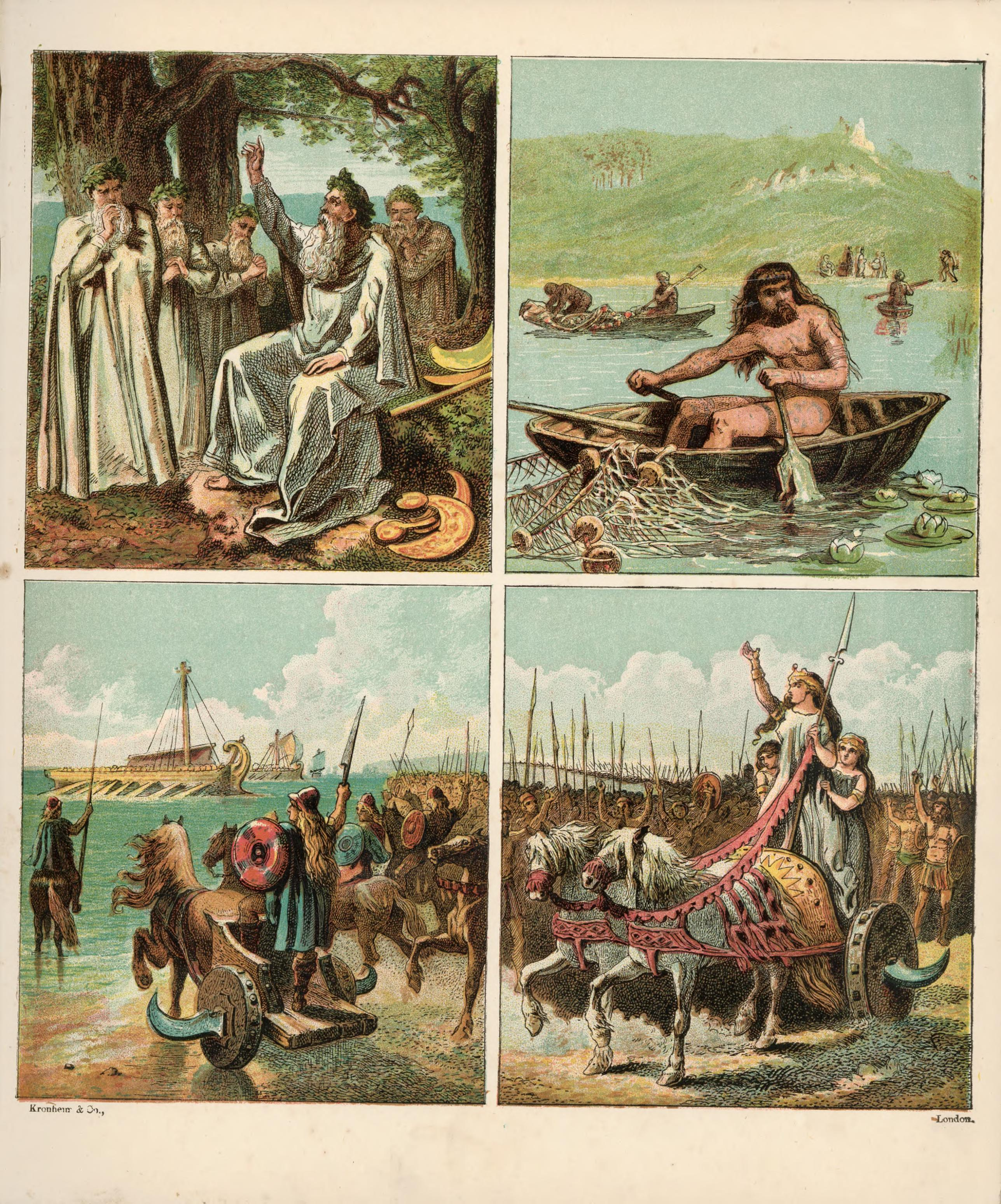
Possibles classes socials del món indoeuropeu: sacerdots -en aquest cas, druides-, productors o treballadors -en aquest cas, pescadors-, i a baix, els guerrers

El nom nadiu amb què aquest poble es denominà a si mateix com una comunitat lingüística o com una unitat ètnica de tribus relacionades, no pot ser reconstruït amb seguretat.
Hi ha evidència de reialesa sagrada, entenent que el cap tribal assumia alhora el paper de summe sacerdot. Algunes societats indoeuropees encara mostren signes d'una triple divisió social en classe clerical (pIE * bhlāmn, llatí flāmen, sànscrit brahmana), una altra casta de guerrers i un tercer estament de productors, agricultors o caçadors. Una divisió d'aquest tipus fou suggerida per Georges Dumézil per a la societat protoindoeuropea. Sobre aquest tema, és cèlebre la seua teoria de les tres funcions: sobirania màgica i jurídica, funció guerrera i tot allò relacionat amb la producció i la procreació. Aquesta estructura social es troba des d'Islàndia fins a l'Índia, passant per Roma i Pèrsia. La majoria de cultures a les quals no s'atribueix arrel indoeuropea, com les societats antigues d'Aràbia i Xina, tenen una estructura marcadament diferent, amb menys o més estaments i quant al seu significat i organització (p. ex., els xinesos mesclaven la casta guerrera amb la sacerdotal)

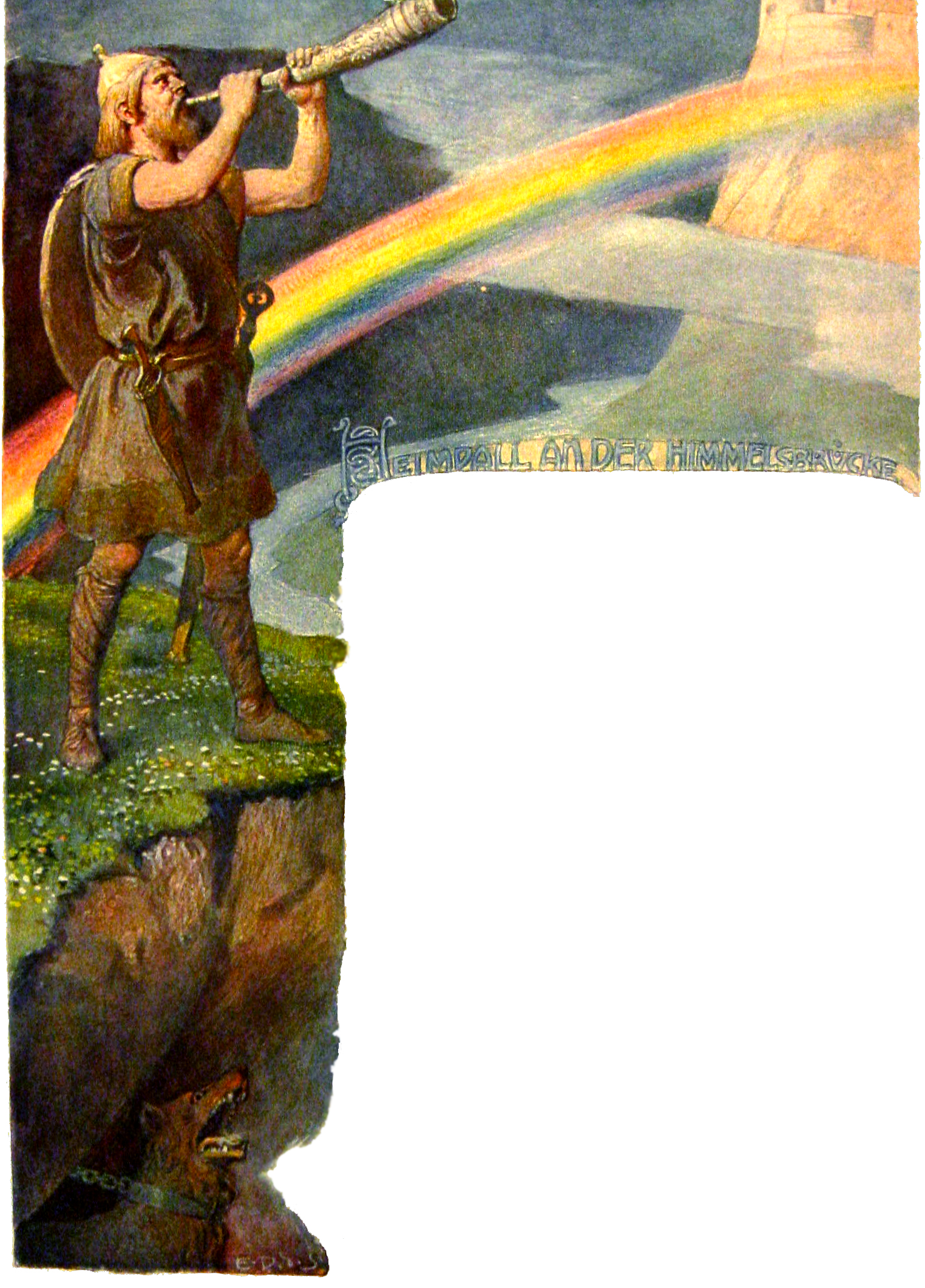
Heimdall al pont aeri, per I. Doepler

Si va haver-hi una classe separada de guerrers, probablement eren homes joves. Degueren seguir un codi guerrer propi, inacceptable fora del grup tribal. Alguns rastres de ritus d'iniciació en algunes societats indoeuropees suggereixen que aquest grup s'identificava amb llops o gossos (vegeu berserker, home llop).
La gent estava organitzada en llogarets (* weiḱs; 'vila'), segurament cadascuna amb el seu cap (H₃rēǵs). Aquests vilatges estaven dividits en cases (doms; 'domicili'), cadascuna liderada per un patriarca (* dems-potis; grec despotes, sànscrit dampati).
Hi ha un assaig notable de Georges Dumézil sobre les societats indoeuropees, un estudi comparat de les religions, que considera el mite d'Heimdallr, déu primordial però no suprem: creà l'ésser humà en diferents rols: un esclau, un llaurador, Karl, i un guerrer, Jarl. De Jarl naixerà un rei, que només disposa de força màgica. És la diferència dels escandinaus i dels germànics, que no tenen casta de sacerdots, ni de bramans o druides. La primera funció és exercida pel rei sol. Aquesta diferència amb els altres pobles indoeuropeus mostra que l'estructura de les tres funcions no és calcada de la realitat, sinó que és un esquema que ha evolucionat segons els llocs i el temps, com ho demostra també el fet que el que es tradueix com a història a Roma és un mite en un altre lloc. Note's també que el rol de la màgia en els escandinaus revela la influència del xamanisme siberià o finés, com s'aprecia en el Kalevala.

## Aspectes estructurals i socioeconòmics

### Tecnologia
Tecnològicament, la reconstrucció lingüística suggereix una cultura de l'edat del bronze: s'hi troben paraules referides al bronze (H₂éyos) en germànic, itàlic i indoiranià, mentre que cap per al ferro se'n pot relacionar amb la protollengua. Coneixien l'or i l'argent.
Un n̥sis era una arma amb fil, originàriament una daga de bronze o, en èpoques primerenques, d'os. Un * ik'mos era una llança o una arma semblant amb punta. Paraules per a destral són H₂égʷsiH₂ (germànic, grec, itàlic) i * péleḱus (grec, indoiranià); aquestes degueren ser de pedra o bronze.
La roda (* rótH₂eh₂ o kʷékʷels; cercle) era coneguda; és possible que usaren carros tirats per bous. Els carruatges de cavalls s'usaren després de la ruptura de la protollengua, amb els protoindoiranians al voltant del 2000 ae.
Si s'ha de jutjar pel vocabulari, les pràctiques de teixit, costura, elaboració de nusos, etc., eren importants i ben desenvolupades, usades tant per a la producció tèxtil com per a la producció de canastres, tanques, etc. La teixidura també incorporava una gran connotació màgica, i la màgia sempre s'ha expressat amb metàfores: els cossos dels difunts semblen haver estat literalment amarrats als túmuls per impedir que en tornaren.

### Subsistència

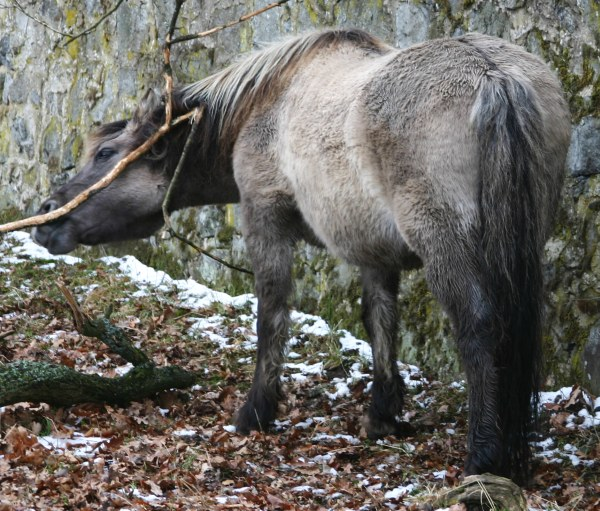
Un cavall Tarpan (fotografiat el 2004 a Sababurg, Alemanya, se li creu fenotípicament proper al cavall salvatge de l'època de domesticació

La societat protoindoeuropea depenia de la ramaderia. El bestiar (gʷōus) eren els animals més importants per a ells, i la riquesa d'una persona es podia mesurar segons la quantitat de vaques que posseïra. També mantenien ovelles (H₃ówis) i cabres (gʰáidos), segurament la gent menys rica. Es practicaven l'agricultura i la pesca (* písḱus).
La domesticació del cavall (vegeu Tarpan) podria ser una innovació d'aquest poble i de vegades es considera un factor que contribuí a la seua ràpida expansió.

## Aspectes supraestructurals i ideològics

### Rituals i sacrificis
Els protoindoeuropeus practicaven una religió politeista amb ritus sacrificials, probablement controlada per una classe de sacerdots o xamans. La divinitat principal sembla associada al cel (* dyws-pHter 'el pare celestial', grec Zeus, llatí Iu-piter).
Alguns animals eren sacrificats (gʰʷn̥tós) i dedicats als déus (* déiwos) amb l'esperança de guanyar-ne el favor. El cap, com a summe sacerdot, podia ser la figura central en les relacions amb l'altre món.
Les hipòtesis dels kurgans suggereixen enterraments en túmuls o cambres funeràries. Els líders s'enterrarien amb les seues pertinences, i amb membres de la família o les seues esposes (satí). La pràctica del sacrifici humà es dedueix a partir d'un lloc de sacrificis a Luhansk, Ucraïna.

### Noms
Els noms propis antroponímics indoeuropeus testimoniats en diverses llengües antigues usen sovint paraules compostes com a noms personals. Semblen tenir la mateixa estructura que els composts duals del sànscrit anomenats bahuvrihi (बहुव्रीहि). Tot i que hi ha noms ennoblidors, no sempre el nom té connotacions nobles o heroiques per al portador. Aquests noms són molt freqüents en moltes branques, per exemple en llengües cèltiques: Dumnorix: 'rei del món'; Kennedy: 'cap lleig'); en llengües indoiranianes: Asvaghosa: 'domador de cavalls'; en grec: Sòcrates: 'bon governador'; Hiparc: 'amo de cavalls'; Cleòpatra: 'de llinatge famós'; en llengües eslaves: Vladímir: 'governador pacífic' (Vladímir pot analitzar-se com volodi-mirom, 'dominador del món'; i en llengües germàniques: Alfred: 'elf conseller'; Godiva: 'do de Déu'.
Alguns patronímics com Gustafson ('fill de Gustau'), McCool, o Mazurkiewicz també hi ha en les llengües indoeuropees.

### Poesia
Només ens han arribat petits fragments de poesia protoindoeuropea. El que sobreviu són proverbis de dues o tres paraules, com fama eterna (ḱléwos n̥dʰgʷʰitom) o déus immortals, que es trobaren en diverses fonts antigues. Aquestes semblen haver estat blocs constructors de lletres de música.
A partir principalment dels Vedes, n'hi hagué himnes sacrificials, mites creacionistes i històries sobre herois (la mort d'una serp o drac (kʷr̥mis) a les mans d'un humà o déu mític).
Degueren ser de gran importància per als protoindoeuropeus les cançons que enaltien les obres de grans guerrers. A més de perpetuar la seua glòria (ḱléwos), aquestes cançons els temperaven l'ànim.

Segons, però, alguns autors com F. X. Dillmann, gran coneixedor del domini nòrdic, els paral·lelismes entre relats sobre enfrontaments dels respectius déus de les tres castes, en diverses cultures considerades d'arrel indoeuropea, confirmarien la teoria de les tres funcions de Georges Dumézil. Aquests en són alguns exemples que proposa, basant-se en la seua literatura:
| « | Tarpeia és una jove vestal que, en la primera guerra de Roma, és corrompuda per l'or dels sabins. Els lliura el Capitoli. Ròmul baixa del mont Palatí amb els seus guerrers, però és rebutjat. Els romans en fugen. El seu rei invoca a Júpiter i el combat canvia d'ànima, com deia Victor Hugo. Els romans són vencedors. Es pot resumir així: l'or (la tercera funció) és vençut per la màgia del sobirà (la primera funció. I els guerrers de Roma s'alien amb els rics sabins. A aquest episodi llegendari respon un mite nòrdic. A Escandinàvia, en la primera de les guerres que oposà els Æsir (déus de primera i segona funció) als Vanir (déus de la producció i la riquesa), veiem la bruixa Gullveig (el seu nom significa: ebrietat per l'or) capturada i vençuda per les llances d'Odin i els seus. Victòria del mag i del guerrer, com a Roma. Però la Fortuna muda: un dia el castell dels Aesir el prenen els Vanir. Odin decideix la victòria del seu bàndol amb la seua llança contra l'exèrcit advers, i la força màgica guanya de nou. Per acabar, la pau ve amb l'aliança de tots els déus, Aesir i Vanir. El Mahabharata en coneix un episodi anàleg. Els bessons Nasatya, 'metges dels déus' (pertanyen a la tercera funció), tracten de corrompre l'esposa del vell asceta Cyavana: la rejoveneixen (la corrupció fracassa). Per agrair-los-ho, l'asceta els ofereix el soma. El déu guerrer Indra brandeix el raig per impedir tal usurpació; en acabant fan les paus, i els bessons són admesos al rang de déus. La mateixa conclusió que a Escandinàvia i Roma. | » |

### Filosofia
Algunes paraules relacionades amb el concepte del món que tenien els protoindoeuropeus són:
- gʰosti- es referia a les obligacions mútues entre persones i entre fidels i déus. En deriven els vocables anglesos guest 'convidat' i host 'amfitrió'.
- h₁r̥-tu, h₁r̥-to- 'correcte, ordenat, apropiat', i també 'moment cert', relacionades amb l'ordre del món (avèstic aixa; vèdic ritá o ritú).

## Períodes comuns als pobles indoeuropeus
Els experts han establert tres períodes per comprendre l'evolució conjunta de les cultures indoeuropees, en el seu vessant institucional, fortament lligat a les seues creences religioses:
- Període neolític o mesolític, del qual tracten les conjectures sobre el seu origen comú, com la tesi dels kurgans i altres treballs. En aquest període s'inscriuen els déus de nom més antic, vinculats a l'astrologia i la natura: el Cel diürn, els Bessons divins, l'Aurora, etc. (vegeu religió indoeuropea).
- Període intermedi o de les tres funcions, del qual es té certa documentació. Encara que ja presenta una riquíssima i considerable diversificació, permet reconstruir algunes estructures socials comunes, com són els quatre cercles essencials del món indoeuropeu: família, clan, llinatge i tribu. En aquest període s'assenta la divisió de la societat en tres funcions, divinitzant els seus respectius estaments en adjudicar als déus la mateixa estructura social.

En aquest període, mentre que algunes societats desenvolupen una casta sacerdotal pròpia i només dedicada a servir els déus, com els bramans indis, els athravans iranians o els druides celtes, en unes altres, la funció sacerdotal és hereditària i es barreja amb la política i la guerra: el sacerdot és cap del cercle corresponent: el rei de la tribu, el cap del llinatge, del clan, i el pare de família en el culte domèstic.
D'altra banda, en ambdues variants, la funció sacerdotal es transmetia pel llinatge; així es desenvolupà el culte domèstic als avantpassats i als déus de la llar, la qual cosa derivà, segons Fustel de Coulanges, en les institucions de la ciutat antiga que donen lloc al següent i darrer període.
- Període final: es caracteritza pel que Meillet anomena divinització dels fets socials, i altres autors, religió de la veritat. En aquest darrer període de les cultures indoeuropees, ja en pugna amb la filosofia (budistes, filosofia hel·lenística) i el monoteisme (mitraisme, cristianisme), els indoeuropeus desenvolupen una nova forma de solidaritat: la «fidelitat» recíproca entre el cap i els seus soldats, el respecte als pactes, el deure d'assistència mútua, el repartiment equitatiu, etc.

Es diferencia clarament de concepcions anteriors, la de la societat de quatre cercles i tres funcions, que prevalia a la casta.
En aquesta època es generalitza la ciutat antiga com a espina dorsal d'un cinqué cercle vital: l'estat, que conjumina les tribus sota una nació (començarà com a ciutats estat al final del període intermedi, i acabarà com un focus de poder d'immensos regnes i imperis en aquest període final) La ciutat antiga, el més alt grau de progrés i civilització del món indoeuropeu, perllonga, però, la societat dels llinatges.